# Saint Paul's (Saint Kitts och Nevis)
Saint Paul's är en parishhuvudort i Saint Kitts och Nevis.   Den ligger i parishen Saint Paul Capisterre, i den nordvästra delen av landet, 15 km nordväst om huvudstaden Basseterre. Saint Paul's ligger 103 meter över havet och antalet invånare är 2 460. Den ligger på ön Saint Christopher.